# Damien Perquis (ur. 1984)
Damien Albert René Perquis (francuska wymowa: [daˈmjɛ̃ pɛʁˈkis]; ur. 10 kwietnia 1984 w Troyes) – francusko-polski piłkarz, występujący na pozycji obrońcy, reprezentant Polski.

## Kariera klubowa
Perquis jest wychowankiem francuskiego klubu piłkarskiego Troyes AC. W 2005 został sprzedany do AS Saint-Étienne za 600 000 euro. W 2007 został wypożyczony do FC Sochaux-Montbéliard, a w 2008 został wykupiony przez ten klub za 1 000 000 euro.
3 marca 2012 doznał kontuzji (złamanie kości przedramienia) w meczu Ligue 1 przeciwko Valenciennes FC. Kontuzja ta wykluczyła jego występy do końca ligowego sezonu 2011/12 i poważnie zagroziła występom Perquisa podczas Euro 2012.
W lipcu 2016 został zawodnikiem Nottingham Forest, rok później zaś piłkarzem Gazélec Ajaccio.
15 czerwca 2020 oficjalnie ogłosił zakończenie kariery sportowej.

## Kariera reprezentacyjna

### Francja
Zagrał trzy razy w młodzieżowej reprezentacji Francji U-21.

### Polska
6 października 2010 oficjalnie zadeklarował chęć grania w reprezentacji Polski. W listopadzie 2010 z zawodnikiem spotkał się trener polskiej kadry Franciszek Smuda, który oglądał jego grę w meczu ligowym. Na początku 2011 piłkarz nadal utrzymywał, iż jest zdecydowany grać dla Polski i jednocześnie stwierdził, że nie przyjąłby powołania do reprezentacji Francji. 7 lipca 2011 pełnomocnik piłkarza oficjalnie złożył wniosek o poświadczenie polskiego obywatelstwa. Wojewoda mazowiecki wydał jednak odmowną decyzję z powodu niekompletności złożonych dokumentów, a Perquis odstąpił od uzupełnienia wniosku. Ostatecznie polskie obywatelstwo zostało mu nadane przez prezydenta Bronisława Komorowskiego.
6 września 2011 zawodnik zadebiutował w polskiej drużynie podczas meczu z Niemcami. 26 maja 2012 w towarzyskim meczu ze Słowacją w Klagenfurcie w swoim szóstym meczu w polskich barwach strzelił bramkę, którą zadedykował swojej babci. W 2012 został powołany przez selekcjonera kadry Franciszka Smudę na Euro 2012. Podczas turnieju wystąpił we wszystkich trzech meczach grupowych. W trakcie meczu z Rosją doznał kontuzji.

## Życie prywatne
Damien urodził się we Francji, jednak posiada polskie korzenie, jego babcia Józefa Bierła jest Polką. Pradziadek Perquisa urodził się w miejscowości Strzyżewko w Wielkopolsce, a do Francji wyemigrował pomiędzy rokiem 1920 a 1930. Ma dwoje dzieci.

## Statystyki kariery klubowej
| Klub                          | Sezon              | Liga               | Liga  | Liga   | Puchary krajowe | Puchary krajowe | Puchary kontynentalne | Puchary kontynentalne | Suma  | Suma   |
| Klub                          | Sezon              | Liga               | Mecze | Bramki | Mecze           | Bramki          | Mecze                 | Bramki                | Mecze | Bramki |
| ----------------------------- | ------------------ | ------------------ | ----- | ------ | --------------- | --------------- | --------------------- | --------------------- | ----- | ------ |
| Troyes AC                     | 2003/04            | Ligue 2            | 27    | 1      | 2               | 0               | –                     | –                     | 29    | 1      |
| Troyes AC                     | 2004/05            | Ligue 2            | 35    | 2      | 4               | 0               | –                     | –                     | 39    | 2      |
| AS Saint-Étienne              | 2005/06            | Ligue 1            | 15    | 0      | 2               | 0               | 2                     | 0                     | 19    | 0      |
| AS Saint-Étienne              | 2006/07            | Ligue 1            | 19    | 1      | 4               | 0               | –                     | –                     | 23    | 1      |
| FC Sochaux-Montbéliard (wyp.) | 2007/08            | Ligue 1            | 23    | 1      | 2               | 0               | 2                     | 0                     | 27    | 1      |
| FC Sochaux-Montbéliard        | 2008/09            | Ligue 1            | 36    | 2      | 3               | 0               | –                     | –                     | 39    | 2      |
| FC Sochaux-Montbéliard        | 2009/10            | Ligue 1            | 34    | 3      | 3               | 0               | –                     | –                     | 37    | 3      |
| FC Sochaux-Montbéliard        | 2010/11            | Ligue 1            | 35    | 5      | 3               | 0               | –                     | –                     | 38    | 5      |
| FC Sochaux-Montbéliard        | 2011/12            | Ligue 1            | 18    | 0      | 2               | 0               | 2                     | 0                     | 22    | 0      |
| Real Betis                    | 2012/13            | Primera División   | 10    | 0      | 4               | 0               | –                     | –                     | 14    | 0      |
| Real Betis                    | 2013/14            | Primera División   | 13    | 0      | 1               | 0               | 8                     | 0                     | 22    | 0      |
| Real Betis                    | 2014/15            | Segunda División   | 9     | 0      | 3               | 2               | –                     | –                     | 12    | 2      |
| Toronto                       | 2015               | MLS                | 25    | 1      | 1               | 0               | –                     | –                     | 26    | 1      |
| Toronto                       | 2016               | MLS                | 12    | 1      | 0               | 0               | –                     | –                     | 12    | 1      |
| Nottingham Forest             | 2016/17            | Championship       | 17    | 2      | 2               | 0               | –                     | –                     | 19    | 2      |
| Gazélec Ajaccio               | 2017/18            | Ligue 2            | 22    | 0      | 0               | 0               | –                     | –                     | 12    | 0      |
| Gazélec Ajaccio               | 2018/19            | Ligue 2            | 20    | 0      | 0               | 0               | –                     | –                     | 20    | 0      |
| Ogólnie w karierze            | Ogólnie w karierze | Ogólnie w karierze | 370   | 19     | 36              | 2               | 14                    | 0                     | 410   | 21     |

## Statystyki kariery reprezentacyjnej
| Mecze i gole w reprezentacji | Mecze i gole w reprezentacji | Mecze i gole w reprezentacji | Mecze i gole w reprezentacji | Mecze i gole w reprezentacji | Mecze i gole w reprezentacji | Mecze i gole w reprezentacji |
| #                            | Data                         | Miasto                       | Przeciwnik                   | Gol                          | Wynik                        | Rozgrywki                    |
| ---------------------------- | ---------------------------- | ---------------------------- | ---------------------------- | ---------------------------- | ---------------------------- | ---------------------------- |
| 1.                           | 6.09.2011                    | Gdańsk                       | Niemcy                       |                              | 2:2                          | towarzyski                   |
| 2.                           | 7.10.2011                    | Seul                         | Korea Południowa             |                              | 2:2                          | towarzyski                   |
| 3.                           | 11.10.2011                   | Wiesbaden                    | Białoruś                     |                              | 2:0                          | towarzyski                   |
| 4.                           | 11.11.2011                   | Wrocław                      | Włochy                       |                              | 0:2                          | towarzyski                   |
| 5.                           | 29.02.2012                   | Warszawa                     | Portugalia                   |                              | 0:0                          | towarzyski                   |
| 6.                           | 26.05.2012                   | Klagenfurt                   | Słowacja                     | Gol                          | 1:0                          | towarzyski                   |
| 7.                           | 2.06.2012                    | Warszawa                     | Andora                       |                              | 4:0                          | towarzyski                   |
| 8.                           | 8.06.2012                    | Warszawa                     | Grecja                       |                              | 1:1                          | Euro 2012                    |
| 9.                           | 12.06.2012                   | Warszawa                     | Rosja                        |                              | 1:1                          | Euro 2012                    |
| 10.                          | 16.06.2012                   | Wrocław                      | Czechy                       |                              | 0:1                          | Euro 2012                    |
| 11.                          | 15.08.2012                   | Tallinn                      | Estonia                      |                              | 0:1                          | towarzyski                   |
| 12.                          | 12.10.2012                   | Warszawa                     | Południowa Afryka            |                              | 1:0                          | towarzyski                   |
| 13.                          | 16.11.2012                   | Gdańsk                       | Urugwaj                      |                              | 1:3                          | towarzyski                   |
| 14.                          | 06.02.2013                   | Dublin                       | Irlandia                     |                              | 0:2                          | towarzyski                   |

## Odniesienia w kulturze
Damien Perquis jest jednym z bohaterów filmu dokumentalnego Będziesz legendą, człowieku w reżyserii Marcina Koszałki.